# 長崎東郵便局
長崎東郵便局（ながさきひがしゆうびんきょく）は長崎県長崎市にある郵便局。民営化前の分類では集配普通郵便局であった。

## 概要
住所：〒851-0199 長崎県長崎市かき道一丁目1090-1
(現在の表記は一丁目39-1)
長崎市の東部、矢上地区（旧東長崎町）に位置する。

## 沿革
- 1874年（明治7年）10月5日 - 矢上（やがみ）郵便取扱所として開設[1]。
- 1875年（明治8年）1月1日 - 矢上郵便局（五等）となる。
- 1885年（明治18年）6月25日 - 貯金取扱を開始。
- 1892年（明治25年）3月16日 - 為替取扱を開始。
- 1955年（昭和30年）8月1日 - 東長崎郵便局に改称[2]。
- 1959年（昭和34年）1月11日 - 戸石郵便局[3]から電話交換事務の取扱を移管。
- 1962年（昭和37年）6月1日 - 国内欧文電報受付・配達および国際電報受付・配達の各業務を、長崎電報局に移管。
- 1967年（昭和42年）6月11日 - 電話交換および和文電報配達業務を、東長崎電報電話局に移管。
- 1970年（昭和45年）8月10日 - 特定郵便局から普通郵便局に局種別改定するとともに、長崎東郵便局に改称。
- 1999年（平成11年） - 外国通貨の両替および旅行小切手の売買に関する業務取扱を開始。
- 2002年（平成14年）10月21日 - 長崎市矢上町2-16から同市かき道一丁目1090-1に移転[4]。
- 2007年（平成19年）10月1日 - 民営化に伴い、併設された郵便事業長崎東支店に一部業務を移管。
- 2012年（平成24年）10月1日 - 日本郵便株式会社発足に伴い、郵便事業長崎東支店を長崎東郵便局に統合。
- 2018年（平成30年）10月9日 - 多良見郵便局および飯盛郵便局から集配業務を移管。

## 取扱内容
- 郵便、印紙、ゆうパック、内容証明
- 貯金、為替、振替、振込、国際送金、国債、投資信託
- 生命保険、バイク自賠責保険、自動車保険
- 地方公共団体事務（長崎市ごみ袋の販売、長崎市バス・電車・タクシー利用券の交付）
- ゆうちょ銀行ATM
- 長崎市内の一部地域および諫早市内の一部地域の集配業務
- ゆうゆう窓口

## 周辺
- 長崎市役所東長崎支所
- 長崎市立東長崎中学校
- 長崎市立橘中学校
- 長崎市立矢上小学校
- 長崎市立橘小学校
- 長崎市立高城台小学校
- 矢上神社
- 生活協同組合ララコープ矢上店
- イオン東長崎店
- 長崎市中央卸売市場
- 長崎ペンギン水族館
- 矢上大橋
- 八郎川

## アクセス
- 長崎県営バス 普賢神社口停留所下車
- 長崎自動車道 長崎芒塚ICから北東へ約5km
- 国道251号沿い
- 駐車場あり：18台